# Alanya Belediye Spor Kulübü
L'Alanya Belediye Spor Kulübü è un club di pallavolo maschile turco, con sede a Alanya: milita nel campionato turco di Efeler Ligi.

## Storia
L'Alanya Belediye Spor Kulübü viene fondato nel 1990. Ripescato nella seconda divisione nazionale nel 2017, vi milita per sei annate, finché nel campionato 2022-23 conquista la promozione in Efeler Ligi.

## Rosa 2023-2024
| N° | Nome               | Ruolo | Data di nascita  | Nazionalità sportiva |
| -- | ------------------ | ----- | ---------------- | -------------------- |
| 1  | Azizcan Ataoğlan   | P     | 8 marzo 2000     | Turchia              |
| 2  | Umut Durur         | S     | 17 gennaio 2000  | Turchia              |
| 3  | Ali Heper          | L     | 11 gennaio 1999  | Turchia              |
| 4  | Abdulsamet Sineren | C     | 8 marzo 2002     | Turchia              |
| 5  | Cafer Kirkit       | S     | 1º gennaio 2001  | Turchia              |
| 6  | Bardia Saadat      | O     | 12 agosto 2002   | Iran                 |
| 7  | Uğur Kılınç        | C     | 24 gennaio 1997  | Turchia              |
| 8  | Oğuzhan Doğruluk   | S     | 1º gennaio 1998  | Turchia              |
| 9  | Georgi Seganov     | P     | 10 giugno 1993   | Bulgaria             |
| 10 | Bertuğ Öndeş       | C     | 26 ottobre 1996  | Turchia              |
| 12 | Emin Gök           | C     | 15 febbraio 1988 | Turchia              |
| 14 | Osmany Uriarte     | S     | 4 giugno 1995    | Cuba                 |
| 15 | Irfan Çetinkaya    | O     | 18 luglio 2002   | Turchia              |
| 18 | Zeka Kır           | L     | 26 novembre 2002 | Turchia              |